# Vyskeř (kulle)
Vyskeř är en kulle i Tjeckien. Toppen på Vyskeř är 466 meter över havet.